# 蘇里瓦西山
16°07′18″S 70°52′43″W / 16.12167°S 70.87861°W
蘇里瓦西山（Suri Wasi），是秘魯的山峰，位於該國南部阿雷基帕大區和莫克瓜大區，由聖胡安德塔魯卡尼區和烏比納斯區負責管轄，屬於安地斯山脈的一部分，海拔高度4,875米。